# Northeast Corridor
A Northeast Corridor az USA keleti partján futó 720 km hosszú, 25 kV 60 Hz-cel villamosított vasúti fővonal. Összekapcsolja a keleti-part legnagyobb, legnépesebb városait Bostontól Washingtonig. Egyike Amerika legrégebbi vasútvonalainak: első szakasza Camdenig 1834-ben nyílt.
Jelentős elővárosi, távolsági személy-, és teherforgalom zajlik rajta. A távolsági járatokat az Amtrak üzemelteti az Acela expresszekkel. A vonal végig villamosított, kettő-négy vágányú. Az USA jelenlegi egyetlen nagysebességű vonala. A vonatok maximális sebessége bizonyos szakaszokon 240 km/h.

## Érdekességek
- 1993-ban a vonalon próbázott a Siemens AG egyik ICE 1 vonata,[2]
- A Microsoft Train Simulator videójátékban a hat alappálya egyike a Northeast Corridor Washington DC és Philadelphia közötti szakasza,[3]
- A Railworks 2 videójátékban pedig egy 90 mérföldes (kb. 145 km) szakaszt modellez le, amely Philadelphia 30. utca állomást és New York Pennsylvania pályaudvart köti össze[4]